# Мар Марі Еммануель
Мар Марі Еммануель (англ. Mar Mari Emmanuel; нар. 19 липня 1970) — ассирійський християнський священнослужитель, єпископ церкви Христа Доброго Пастиря у Вейклі, Новий Південний Уельс, Австралія. У 2011 році він був висвячений на єпископа в Давній церкві Сходу, але був відсторонений у 2014 році. У 2015 році він покинув цю деномінацію і заснував незалежну християнську церкву східносирійського обряду. 15 квітня 2024 року Мар Марі Еммануель був поранений під час різанини в церкві Вейклі 2024 року.
Проповіді Еммануеля транслюються в прямому ефірі на каналах Церкви Христа Доброго Пастиря у Facebook та YouTube, які в сукупності мають 240 000 підписників.